# Masters de Miami 1996
El Abierto de Miami 1996 (también conocido como 1996 Lipton Championships por razones de patrocinio) fue un torneo de tenis jugado sobre pista dura. Fue la edición número 12 de este torneo. El torneo masculino formó parte de los Super 9 en la ATP. Se celebró entre el 22 de marzo y el 31 de marzo de 1996.

## Campeones

### Individuales Masculino
Andre Agassi vence a  Goran Ivanišević, 3–0 (Ivanišević retired)

### Individuales Femenino
Steffi Graf vence a  Chanda Rubin, 6–1, 6–3

### Dobles Masculino
Todd Woodbridge /  Mark Woodforde vencen a  Ellis Ferreira /  Patrick Galbraith, 6–1, 6–3

### Dobles Femenino
Jana Novotná /  Arantxa Sánchez Vicario vencen a  Meredith McGrath /  Larisa Neiland, 6–4, 6–4
| Predecesor: Miami 1995 | Masters de Miami 1996 | Sucesor: Miami 1997 |